# Jatinegara (Cakung)
Jatinegara is een plaats (wijk - kelurahan) in het bestuurlijke gebied Cakung, Jakarta Timur (Oost-Jakarta) in de provincie Jakarta, Indonesië. De plaats telt 103.080 inwoners (volkstelling 2010).